# Entre les corps
Pour plus de détails, voir Fiche technique et Distribution.
Entre les corps est un court métrage français écrit, réalisé et monté par Anaïs Sartini, sorti en 2012.

## Synopsis
« Elle dit qu'elle vient d'un pays trop grand pour elle, sans frontière. Il y a juste l'eau tout autour. 
Elle dit qu'elle s'amuse à Paris, qu'elle respire. Je crois qu'elle s'est comme échouée ici ».

## Fiche technique
- Titre original : Entre les corps
- Titre international : Between bodies
- Réalisation : Anaïs Sartini
- Scénario : Anaïs Sartini
- Montage : Anaïs Sartini
- Production : Anaïs Sartini et Marion Clerc
- Société de production : Waa Films
- Son : Olivier Roux, Côme Lequilleuc, Fabien Cognet
- Musique : Kevin Lam, Lila Gloss, DjMiako
- Image : Marion Poulain
- Pays d'origine :  France
- Langue d'origine : français
- Genre : drame, romance saphique
- Lieux de tournage : Paris
- Format : couleur
- Durée : 28 minutes
- Date de sortie : 
  -  France :
  - 2012 au festival du film Cineffable
  - 2012 au festival du film Chéries-Chéris
  - 2012 au festival Côté court de Pantin
  -  Espagne : 2012 au FEC Festival
  -  Portugal : 2013 au festival du film de Lisbonne le Queer Lisboa

## Distribution
- Claire Tran : Hannah
- Clément Bayart : Greg
- Margaux Amoros : la fille no 1 (le 1er flirt d'Hannah)
- Marion Poulain : la fille no 2 (le 2e flirt d'Hannah)
- Lucie Salvi : la fille no 3 (le 3e flirt d'Hannah)
- Maud Simon : Marie
- Samir de Luca : Samir
- Mikael Leogane : Florent
- Julie Vignau : Julie
- Emmanuelle Dupuis : Manue
- Bruno Deslot : Bruno
- Pierre-François Martin-Laval : le barman du club et DJ
- Anne-Sophie Denis : Anne-So
- Luc Olawinski : le stagiaire